# Mariama Keïta
Mariama Keïta (1946, Niamey – 29 tháng 10 năm 2018, Thổ Nhĩ Kỳ) là nhà báo nữ và nhà hoạt động nữ quyền đầu tiên của Niger.

## Tiểu sử
Keïta bắt đầu với tư cách là biên tập viên và người dẫn chương trình của một tờ báo và trên đài phát thanh công cộng La Voix du Sahel. Năm 1993, bà đã tham gia vào việc phổ biến Hiến pháp của Nigeria, cho phép tổ chức các cuộc bầu cử dân chủ đầu tiên của đất nước.
Từ 2003 đến 2006, Keïta là chủ tịch của Hội đồng Truyền thông cấp cao (CSC), cơ quan chịu trách nhiệm về quy định của truyền thông nước này. Trong những năm cuối sự nghiệp, bà làm giám đốc của La Voix du Sahel. Bà là người phụ nữ Niger đầu tiên làm nhà báo vào thời điểm mà nghề này được coi là dành riêng cho đàn ông ở Nigeria.
Một nhà hoạt động nữ quyền và là một nhân vật đáng chú ý, bà là người tiên phong trong việc bảo vệ quyền của phụ nữ ở Niger. Bà là điều phối viên của các tổ chức phi chính phủ và hiệp hội phụ nữ ở Nigeria, một nhóm gồm khoảng năm mươi tổ chức. Bà cũng là người đứng đầu một trong những tổ chức phi chính phủ đầu tiên của đất nước, Hiệp hội Dân chủ, Tự do và Phát triển.
Keïta qua đời vào ngày 29 tháng 10 năm 2018, ở tuổi 72, sau một thời gian dài bị bệnh.